# Portovelo

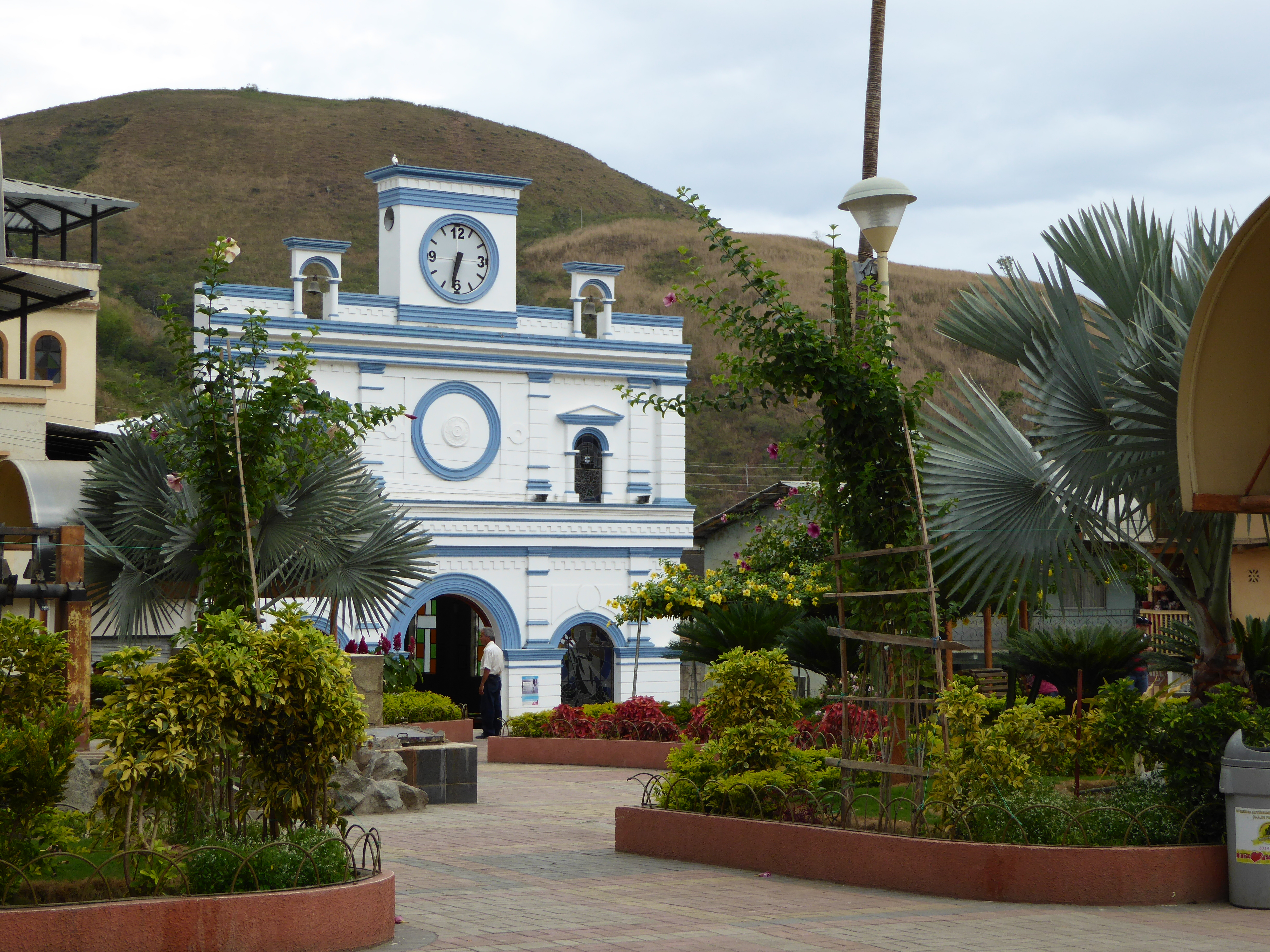
Parque central de Portovelo

Portovelo ist eine Kleinstadt und die einzige Parroquia urbana („städtisches Kirchspiel“) im Kanton Portovelo der ecuadorianischen Provinz El Oro. Portovelo ist Sitz der Kantonsverwaltung. Die Parroquia besitzt eine Fläche von 40,85 km². Die Einwohnerzahl lag im Jahr 2010 bei 9996. Im Hauptort wohnten davon 7838 Einwohner.

## Lage
Die Parroquia Portovelo liegt in den westlichen Anden im Süden von Ecuador. Der Rìo Amarillo durchquert den Nordwesten der Parroquia, passiert dabei die Stadt Portovelo und fließt anschließend entlang der westlichen Verwaltungsgrenze nach Süden und mündet schließlich in den Río Pindo. Dieser begrenzt zusammen mit seinem rechten Quellfluss Río Luis das Areal im Südosten und im Süden. Die 620 m hoch gelegene Stadt Portovelo befindet sich 63 km südöstlich der Provinzhauptstadt Machala. 2 km nördlich von Portovelo befindet sich die Stadt Zaruma. Die Fernstraße E585 (Buenavista–Saracay) führt an Portovelo vorbei.
Die Parroquia Portovelo grenzt im Norden an die Parroquia Zaruma, im Nordosten an die Parroquia Güizhagüiña, im Südosten und im Süden an die Parroquias Curtincápac, Salatí und El Rosario (Kanton Chaguarpamba, Provinz Loja) sowie im Westen an die Parroquia San Roque und das Municipio von Piñas.

## Geschichte
Anfangs war Portovelo eine einfache Bergbausiedlung. Am 13. Mai 1968 wurde die Parroquia Portovelo als Teil des Kantons Zaruma gegründet. Schließlich wurde am 5. August 1980 der Kanton Portovelo eingerichtet und Portovelo wurde als Parroquia urbana dessen Verwaltungssitz.